# ساموئل پیرپونت لانگلی
 ساموئل پیرپونت لانگلی (انگلیسی: Samuel Pierpont Langley؛ ۲۲ اوت ۱۸۳۴ – ۲۷ فوریه ۱۹۰۶) یک دانشمند در زمینه اخترشناسی و هوانوردی اهل ایالات متحده آمریکا بود.
وی همچنین برنده جوایزی همچون نشان هنری دراپر شده است.